# Wienerfilharmonikernas nyårskonsert 1993

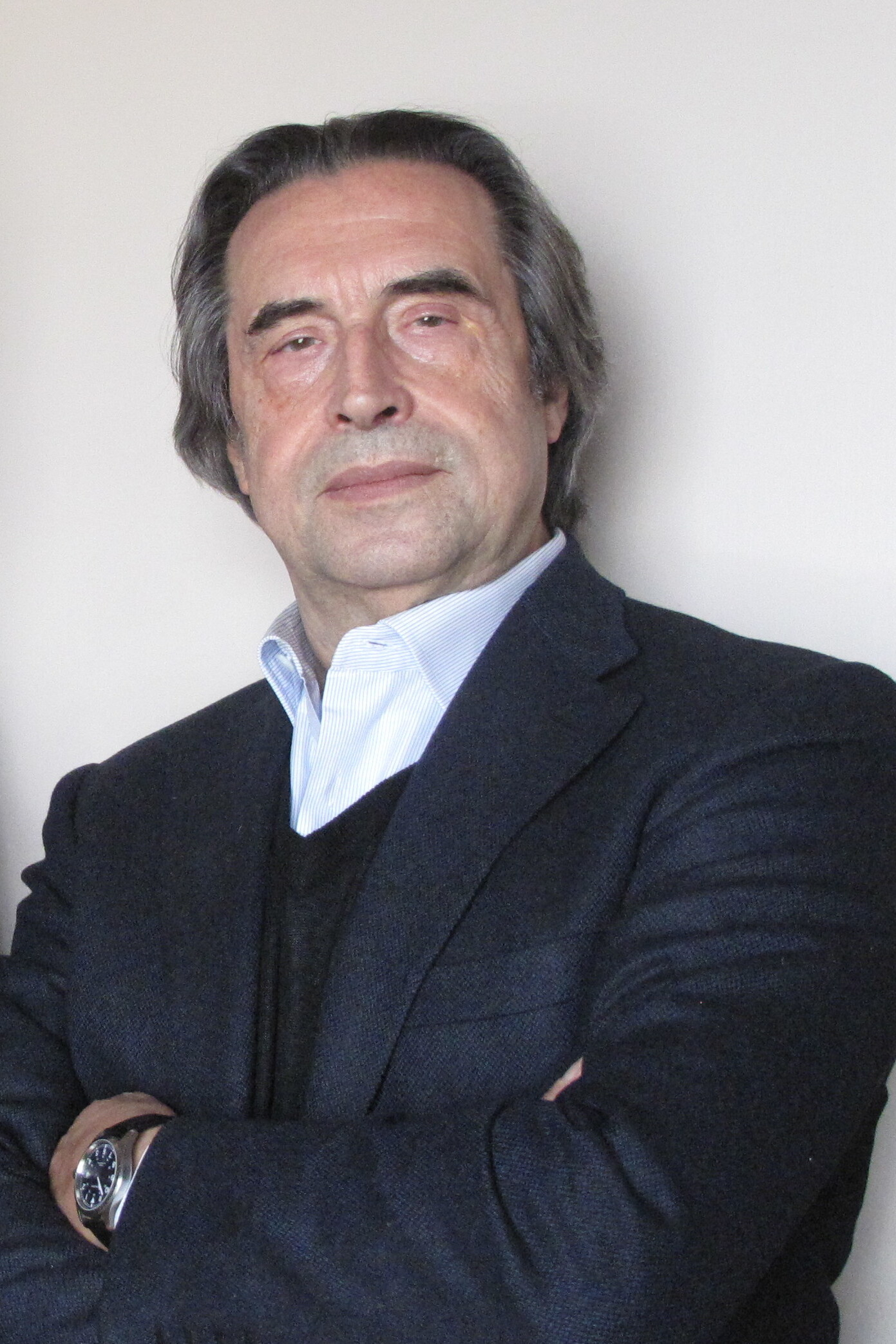
Riccardo Muti

Wienerfilharmonikernas nyårskonsert 1993 räknas som den 53:e nyårskonserten från Wien och ägde rum den 1 januari 1993 i Wiens Musikverein. Dirigent var Riccardo Muti. Josef Lanner hedrades med två musikstycken då det var 150 år sedan han dog.

## Historia
Strikt räknat var det Wienerfilharmonikernas 48:e nyårskonsert, eftersom det inte var förrän 1946 som namnet introducerades. Dessutom var det den 54:e Årsskifteskonserten, då det vid årsskiftet 1939/40 gavs en Außerordentliches Konzert (extraordinär konsert) av Wienerfilharmonikerna, som dock ägde rum på nyårsafton 1939. Från 1941 dirigerades nyårskonserten av Clemens Krauss, med undantag för åren 1946 och 1947 då Krauss förbjöds att dirigera på grund av sin närhet till nazistregimen och ersattes av Strausspecialisten Josef Krips.
Efter Clemens Krauss död 1955 följde Willi Boskovsky, konsertmästare i Wienerfilharmonikerna, som dirigerade konserten 25 gånger i rad. Från 1980 till 1986 följde sju konserter med dirigenten Lorin Maazel, som tjänstgjorde som chef för Wiener Staatsoper från 1982 till 1984. Därefter beslutade Wienerfilharmonikerna att bjuda in en ny dirigent varje år.
Som har varit fallet varje år sedan 1980 var blomsterdekorationerna en gåva från den italienska staden San Remo.

## Program

### 1:a delen
1. Johann Strauss den yngre: Die Publicisten, Vals, op. 321*
2. Johann Strauss den yngre: Diplomaten-Polka, op. 448*
3. Johann Strauss den yngre: Veilchen-Polka, op. 132*
4. Johann Strauss den yngre: Etwas Kleines-Polka, Polka française, op. 190
5. Joseph Lanner: Steyrische Tänze, op. 165
6. Johann Strauss den äldre: Sperl-Galopp, op. 42

### 2:a delen
1. Johann Strauss den yngre: Ouvertyr till operetten Indigo und die 40 Räuber
2. Johann Strauss den yngre: Wo die Citronen blüh'n, Vals, op. 364
3. Joseph Lanner: Hans-Jörgel-Polka, op. 141*
4. Johann Strauss den yngre: Klipp-Klapp-Galopp, Galopp, op. 466*
5. Johann Strauss den yngre: Egyptischer Marsch, op. 335
6. Johann Strauss den yngre och Josef Strauss: Pizzicato-Polka
7. Josef Strauss: Transactionen, Vals, op. 184
8. Johann Strauss den yngre: Perpetuum Mobile, Musikaliskt skämt, op. 257

### Extranummer
- Johann Strauss den yngre: Auf der Jagd, Polka schnell, op. 373
- Johann Strauss den yngre: An der schönen blauen Donau, Vals, op. 314
- Johann Strauss den äldre: Radetzkymarsch, op. 228

Verkförteckningen och verkens ordning finns på Wienerfilharmonikernas webbplats.
De verk markerade med * stod för första gången på programmet till en Nyårskonsert.

## Weblänkar
- Program för nyårskonserten 1993 på wienerphilharmoniker.at